# Le Petit Nicolas : Qu'est-ce qu'on attend pour être heureux ?
Pour plus de détails, voir Fiche technique et Distribution.
Le Petit Nicolas : Qu'est-ce qu'on attend pour être heureux ? est un film d'animation franco-luxembourgeois réalisé par Amandine Fredon et Benjamin Massoubre sorti en 2022.
Le film raconte la genèse du Petit Nicolas, œuvre de littérature d'enfance et de jeunesse créée par René Goscinny et Jean-Jacques Sempé.

## Synopsis
Dans le Paris de 1955, l'auteur René Goscinny et le dessinateur Jean-Jacques Sempé, amis depuis longtemps, décident de créer Le Petit Nicolas pour un journal du dimanche.
Durant la conception des histoires, Nicolas prend vie et parle avec ses auteurs. Il les interroge sur leur passé, leur rencontre et comment ils sont arrivés dans le monde de la bande dessinée.
Goscinny lui raconte ainsi son enfance en Argentine, ses débuts à New York avec sa rencontre avec Morris pour Lucky Luke, et lui parle de sa famille juive dont trois membres sont morts pendant la Seconde Guerre mondiale.
Sempé, quant à lui, raconte son arrivée à Paris en s’enrôlant dans l'armée qu'il doit quitter à cause de sa maladresse, sa passion pour le jazz, pour Ray Ventura, interprète de la chanson Qu'est-ce qu'on attend pour être heureux ?, ses débuts dans les journaux avec sa rencontre avec Goscinny mais aussi son enfance difficile avec un père alcoolique et une mère colérique, son grand père aimant qui lui a transmis l'amour du football.
En 1977, Goscinny meurt soudainement d'une crise cardiaque. Sempé, dans son appartement, revoit Nicolas. Au bord des larmes, il lui raconte qu'une semaine avant sa mort, ils se sont joyeusement retrouvés dans un restaurant alors qu'ils ne s'étaient pas vus depuis des années. Nicolas demande s'il mourra un jour et Sempé le rassure : il vivra éternellement à travers les générations futures même si ses auteurs meurent. Les deux jouent ensuite un morceau rappelant leur ami disparu tandis que l'avion de Nicolas vole au-dessus de Paris.

## Fiche technique
Sauf indication contraire, les informations mentionnées dans cette section peuvent être confirmées par la base de données cinématographiques IMDb,  présente dans la section « Liens externes ».
- Titre original : Le Petit Nicolas : Qu'est-ce qu'on attend pour être heureux ?
- Réalisation : Amandine Fredon et Benjamin Massoubre
- Scénario : Anne Goscinny, Michel Fessler et Benjamin Massoubre, d'après l'œuvre de René Goscinny et Jean-Jacques Sempé
- Musique : Ludovic Bource
- Animation : Juliette Laurent et Julien Maret
- Montage : Benjamin Massoubre
- Production : Adrian Politowski, Dimitri Rassam et Aton Soumache
  - Coproduction : Lilian Eche et Cédric Pilot
  - Production déléguée : Nadia Khamlichi et Martin Metz
- Société de production : Onyx Films, Bidibul Productions et Kaibou Productions
- Société de distribution : BAC Films
- Budget : 8 000 000 €[2]
- Pays de production :  France et  Luxembourg
- Langue originale : français
- Format : couleur — 2,35:1
- Genre : animation
- Durée : 82 minutes
- Dates de sortie :
  - France : 20 mai 2022 (Festival de Cannes) ; 12 octobre 2022 (en salles) Date sujette à modification

## Distribution
Sauf indication contraire, les informations mentionnées dans cette section peuvent être confirmées par les bases de données cinématographiques IMDb et Allociné,  présentes dans la section « Liens externes ».
- Simon Faliu : Le Petit Nicolas
- Alain Chabat : René Goscinny
- Laurent Lafitte : Jean-Jacques Sempé
- Marc Arnaud : le prof de gym / le photographe
- Alban Aumard : Le Bouillon
- Elisa Bardeau : Marie-Edwige
- Delphine Baril : Maman et Mme Courteplaque
- Octave Bossuet : Alceste
- Claire Dumas : la maîtresse / la mère de Louisette
- Serge Faliu : Papa et Léon
- Quentin Faure : l'interviewer / le contrôleur / le journaliste / le serveur
- Anne Goscinny : la mère de Marie-Edwige
- Alicia Hava : Rufus
- Emmylou Homs : Agnan
- Martial Le Minoux : le livreur / le cuisinier / un monsieur
- Lucas Ponton : Eudes
- Frédérique Tirmont : Mémé
- Greg Vincent : le gendarme[réf. souhaitée]
- Mila Vincent : Louisette[réf. souhaitée]
- Benjamin Massoubre : le livreur auvergnat[réf. souhaitée]
- Paul Massoubre : Maixent[réf. souhaitée]
- Lucie Bolze : la mère sur le quai[réf. souhaitée]
- Maud Collomb : l'amoureuse[réf. souhaitée]
- Nicolas Chupin : Lestouffe[réf. souhaitée]
- Aurélien de Branche : Geoffroy[réf. souhaitée]

## Accueil

### Accueil critique
En France, le site Allociné donne une note moyenne de 3,9⁄5, à partir de l'interprétation de 33 critiques de presse.
Dans son ensemble, la presse a accordé une critique très positive, et même élogieuse dans plusieurs cas.

### Box-office
| Pays ou région | Box-office      | Date d'arrêt du box-office | Nombre de semaines |
| -------------- | --------------- | -------------------------- | ------------------ |
| France         | 384 501 entrées | 2023                       | -                  |

Pour son premier jour d'exploitation, Le Petit Nicolas réalise 23 248 entrées (dont 13 802 en avant-première), pour 479 copies, se classant sixième du box-office des nouveautés, derrière Halloween Ends (29 837) et devant le film Les Harkis (7 260).

## Récompenses et distinctions

### Récompenses
- Festival international du film d'animation d'Annecy 2022 : Cristal du long métrage[1]

### Nominations et sélections
- Festival de Cannes 2022 : en compétition pour la Caméra d'or
- César 2023 : Meilleur film d'animation